# Neomicropteryx
Neomicropteryx là một chi bướm đêm nguyên thủy, nhỏ, màu kim loại thuộc bộ Lepidoptera, trong họ Micropterigidae.

## Các loài
- Neomicropteryx bifurca Issiki, 1953
- Neomicropteryx cornuta Issiki, 1953
- Neomicropteryx elongata Issiki, 1953
- Neomicropteryx kazusana Hashimoto, 1992
- Neomicropteryx kiwana Hashimoto, 2006
- Neomicropteryx matsumurana Issiki, 1931
- Neomicropteryx nipponensis Issiki, 1931
- Neomicropteryx redacta Hashimoto, 2006

## Former Species
- Neomicropteryx nudata Issiki, 1953